# Gaius Aufidius Victorinus (Konsul 200)
Gaius Aufidius Victorinus war ein römischer Politiker und Senator.
Victorinus stammte aus Pisaurum in den Marken und war Sohn des Gaius Aufidius Victorinus, Konsul 155 und 183. Sein Bruder war Marcus Aufidius Fronto, Konsul 199.
Die Beamtenlaufbahn des Victorinus ist – bis auf das ordentliche Konsulat, das er im Jahr 200 zusammen mit Tiberius Claudius Severus Proculus bekleidete – unbekannt. 